# Radio Nowy Świat

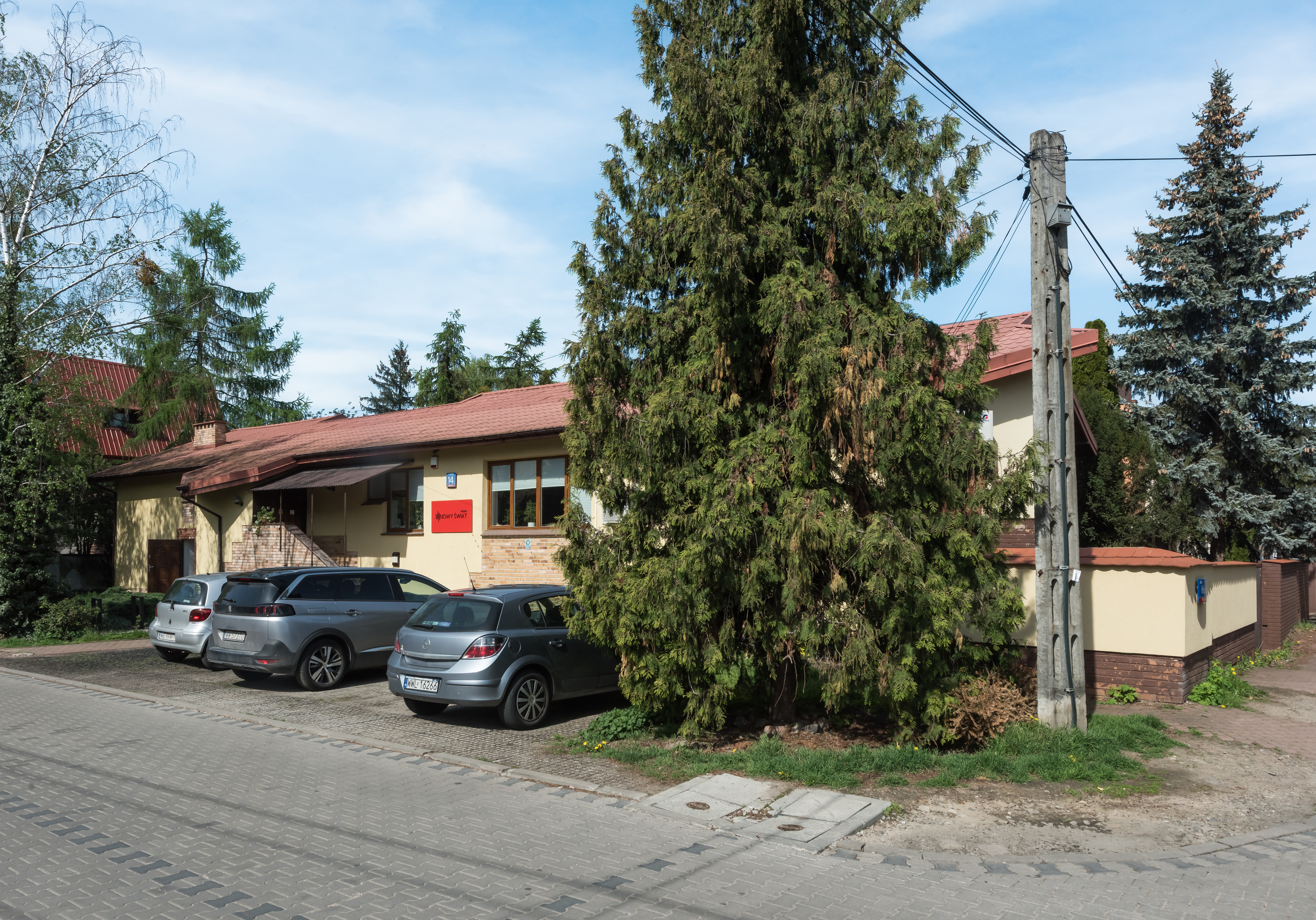
Siedziba Radia Nowy Świat przy ul. Ostrej 14 w Warszawie

Radio Nowy Świat – internetowa stacja radiowa o profilu muzyczno-publicystycznym nadająca program od 10 lipca 2020 roku. Jej siedziba znajduje się przy ul. Ostrej 14 w Warszawie.
Rozgłośnia jest finansowana z wpłat słuchaczy i przedsiębiorstw (określanych przez stację mianem patronów). Kilka osób z redakcji stanowią byli dziennikarze Programu Trzeciego Polskiego Radia.

## Geneza
Po zmianach we władzach Polskiego Radia, następujących jako skutek wyborów parlamentarnych w 2015 roku, wygranych przez Prawo i Sprawiedliwość, zaszły w Programie Trzecim duże zmiany personalne i programowe. W ciągu kilku kolejnych lat została zwolniona lub odeszła zdecydowana większość zespołu stacji, a słuchalność znacznie spadła. Wśród osób, które zdecydowały się na odejście, była m.in. późniejsza pierwsza redaktor naczelna Radia Nowy Świat – Magda Jethon, która 8 stycznia 2016 została odwołana ze stanowiska na swoją prośbę. W pierwszym półroczu 2020 roku doszło do dalszych dużych zmian personalnych wśród dziennikarzy Trójki. W styczniu zarząd Polskiego Radia nie przedłużył umowy z Dariuszem Rosiakiem, prowadzącym autorską audycję „Raport o stanie świata”, a 9 marca 2020 z Anną Gacek, w wyniku czego dwa dni później zdecydował odejść z radia Wojciech Mann. W ciągu kolejnych dni ze współpracy z Trójką zrezygnowali prowadzący autorskie audycje Jan Młynarski, Jan Chojnacki oraz Wojciech Waglewski i Bartosz Waglewski. 

## Historia
Powstanie Radia Nowy Świat zostało zapowiedziane 18 kwietnia 2020, wraz z uruchomieniem zbiórki na portalu Patronite na jego funkcjonowanie. Nadawcą została, zarejestrowana 15 kwietnia 2020, spółka „Ratujmy Trójkę sp. z o.o.” (od października 2020 nazwa spółki brzmi „Radio Nowy Świat sp. z o.o.”) - jej udziałowcami byli wówczas Piotr Jedliński (30% udziałów) oraz Magdalena Jethon, Anna Krakowska, Jerzy Sosnowski, Krzysztof Łuszczewski, Jan Chojnacki, Wojciech Mann i Patrycja Macjon (każdy po 10% udziałów). Magda Jethon (redaktor naczelna stacji) zadeklarowała, że radio będzie funkcjonować bez emitowania reklam, jeśli na zasadzie crowdfundingu uda się zebrać deklaracje wpłat w wysokości 250 tys. zł miesięcznie.
Stacja początkowo miała rozpocząć nadawanie 26 czerwca 2020 roku, jednakże w związku z wykryciem zakażenia wirusem SARS-CoV-2 u Michała Nogasia, jednego ze współpracowników radia, i związaną z tym kwarantanną części zespołu, uruchomienie zostało przesunięte. W zamian nadano koncert Wojciecha Waglewskiego.
Regularny program radia rozpoczął się 10 lipca 2020 o godz. 6:00 programem „Poranna Manna”, prowadzonym przez Wojciecha Manna. Pierwszym wyemitowanym przez niego utworem było „All You Need Is Love” zespołu The Beatles. W pierwszych dniach emisji występowały problemy z odbiorem rozgłośni z powodu przeciążenia witryny stacji oraz dostawców przekazu. W samym Open.fm radia słuchało ponad sto tysięcy osób, co było wtedy najlepszym wynikiem dla pojedynczej stacji na tej platformie. Według danych firmy obsługującej transmisję rozgłośni internetowych w dniu startu audycje przebijały słuchalnością w internecie BBC Radio.
Ramówka rozgłośni składa się głównie z autorskich programów muzycznych oraz audycji publicystycznych o tematyce społecznej i politycznej. Na antenie emitowane są również serwisy informacyjne. Zapowiedzi do większości programów zostały nagrane przez Zbigniewa Zamachowskiego. Do stacji nie są zapraszani politycy (ich głosy pojawiają się w serwisach informacyjnych), a na bieżące tematy wypowiadają się dziennikarze polityczni oraz eksperci. Rozgłośnia wspiera także młode talenty dziennikarskie, aktorskie i muzyczne. Na antenie nie są emitowane reklamy, pojawiają się jednak elementy sponsoringu. Studio znajduje się przy ulicy Ostrej 14 w warszawskiej dzielnicy Wilanów.
10 sierpnia 2020 z funkcji prezesa Radia Nowy Świat zrezygnował Piotr Jedliński, kończąc tym samym współpracę z radiostacją. Miało to związek z nazwaniem w serwisie informacyjnym na antenie Margot Szutowicz, niebinarnej aktywistki LBGTQ, używającej typowo damskich zaimków, za pomocą zaimków typowo męskich. Po negatywnej reakcji słuchaczy, we wpisie na jednym z portali społecznościowych Jedliński tłumaczył, że w serwisach informacyjnych określana była jako mężczyzna, co wywołało krytykę części środowisk lewicowych oraz niektórych patronów.
20 sierpnia 2020 roku do zarządu radia powołana została Patrycja Macjon, założycielka konta społecznościowego „Ratujmy Trójkę”, a w Radiu Nowy Świat zajmująca się m.in. kontaktami ze społecznością. 5 stycznia 2021 Macjon odeszła z Radia Nowy Świat. Zarówno Jedliński, jak i Macjon, po odejściu pozostawali udziałowcami spółki. 20 stycznia 2021 roku zmarł Krzysztof Łuszczewski, którego udziały odziedziczyły we współwłasności Zuzanna Łuszczewska i Karolina Kaliszewska. W listopadzie 2021 Macjon została usunięta z listy wspólników spółki w Krajowym Rejestrze Sądowym.
Od 20 września 2021 część programów nadawanych w stacji jest dostępna za pośrednictwem Internetu w formie audio-video dla patronów wspierających finansowo radio.

W pierwszej połowie 2022 udział Radia Nowy Świat w słuchalności radia w Polsce wyniósł 0,7–0,8%, co było wynikiem lepszym niż słuchalność ogólnokrajowych rozgłośni nadawanych drogą analogową, na przykład Programu 2 Polskiego Radia.

## Współpracownicy

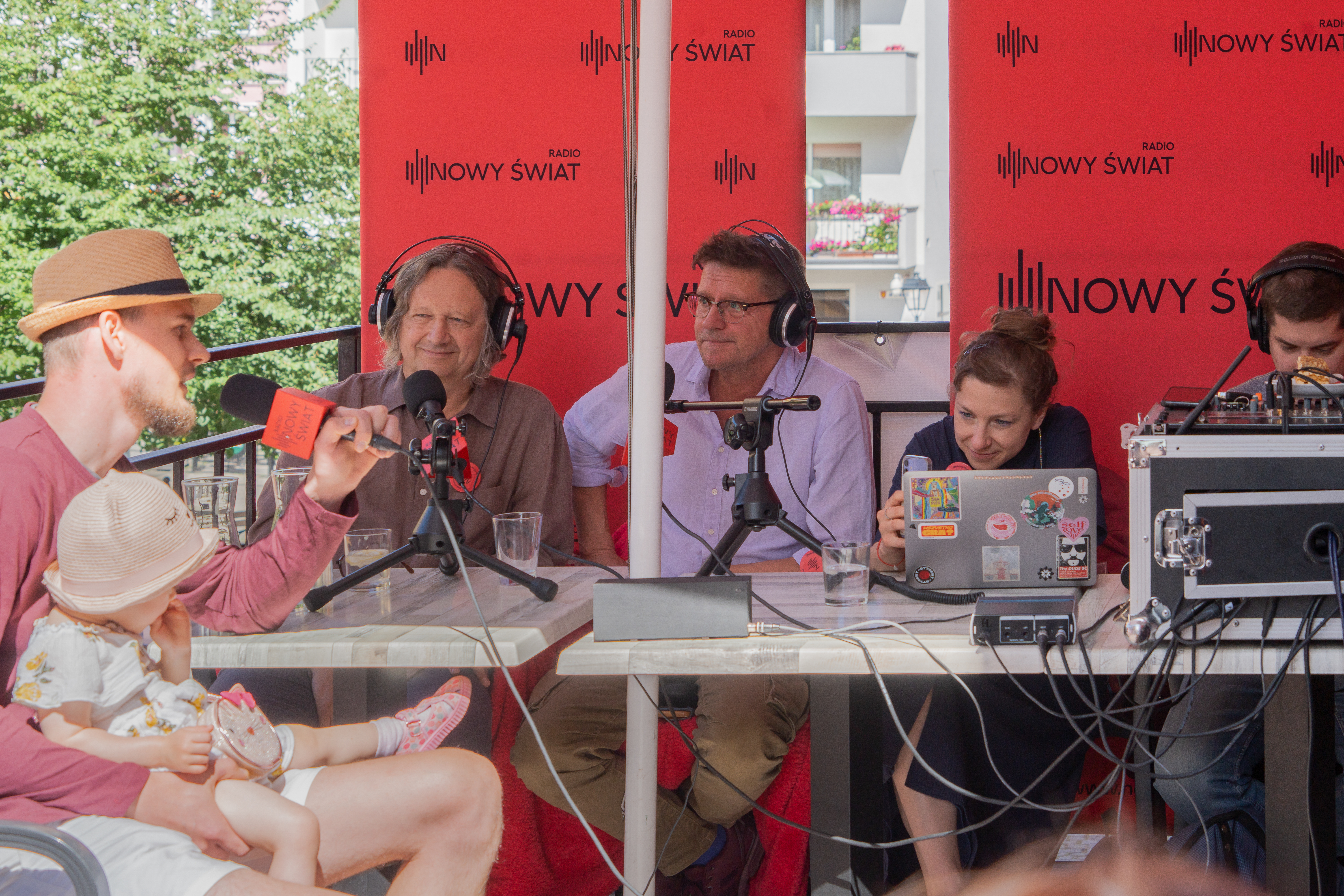
Audycja Radia Nowy Świat nadawana z udziałem słuchaczy i patronów z Nowej Rudy

Wśród współpracowników radia są (według stanu na luty 2025 roku): Mateusz Andruszkiewicz, Kacper Badura, Artur Barciś, Adriana Bąkowska, Olga Bobienko, Weronika Boczek, Piotr Bukartyk, Adrianna Calińska-Czaniecka, Jan Chojnacki, Sylwia Chutnik, Jakub Ferlin, Katarzyna Goleniewska, Beata Grabarczyk, Krzysztof Grabowski, Barbara Gregorczyk, Zuzanna Iłenda, Jan Janczy, Bruno Jasieński, Magda Jethon, Jakub Jędras, Katarzyna Kasia, Robert Kawka, Mikołaj Kierski, Joanna Kołaczkowska, Klaudia Kowalczyk, Ryszard Koziołek, Anna Krakowska, Kinga Krasuska, Mateusz Kuśmierek, Damian Kwiek, Marcin Kydryński, Agnieszka Lipka-Barnett, Tomasz Ławnicki, Ksenia Maćczak-Szumska, Wojciech Malajkat, Jan Malinowski, Marcin Mann, Wojciech Mann, Grzegorz Markowski, Krzysztof Materna, Jarosław Mikołajewski, Marek Napiórkowski, Jan Niebudek, Jacek Nizinkiewicz, Adam Nowak, Katarzyna Oklińska, Paweł Orlikowski, Michał Porycki, Patryk Rabiega, Tomasz Raczek, Anna Rokicińska, Michał Rusinek, Kacper Siedlecki, Klaudiusz Slezak, Marcelina Słomian, Jerzy Sosnowski, Mery Spolsky, Adam Stasiak, Piotr Topoliński, José Torres, Mikołaj Tyczyński, Bartosz Waglewski, Wojciech Waglewski, Weronika Wawrzkowicz, Wiktoria Wichrowska, Helena Wnorowska, Zbigniew Zamachowski, Maria Zamachowska, Maciej Zambon, Wojciech Zimiński. Większość z wymienionych osób prowadzi audycje lub inne formy na antenie rozgłośni.

## Dostępność
Radio Nowy Świat jest dostępne wyłącznie drogą internetową. Stacji można słuchać za pośrednictwem strony internetowej oraz w przeznaczonych temu aplikacjach na systemy iOS i Android. Możliwy jest także odsłuch poprzez różne platformy radia internetowego oraz za pośrednictwem usługi radia przez Internet w niektórych dekoderach i sieciach kablowych. Premierowe audycje w rozgłośni początkowo były emitowane od poniedziałku do piątku w godzinach od 6:00 do 22:00, w soboty od 8:00 do 22:00, a w niedziele od 10:00 do 22:00. W marcu 2021 programy od poniedziałku do piątku nadawano od 6:00, w sobotę od 7:00, w niedzielę od 8:00 (codziennie program kończy się o północy). Pozostały czas wypełnia muzyka. W kwietniu 2021 roku do ramówki wprowadzono okazjonalne playlisty autorskie i powtórki audycji między północą a drugą w nocy. Podcasty większości programów są dostępne na stronie internetowej stacji - dostęp do nich jest jednak ograniczony wyłącznie do osób wspierających finansowo rozgłośnię, czyli patronów.

## Finansowanie
Rozgłośnia jest finansowana z wpłat pieniężnych słuchaczy i firm prywatnych za pośrednictwem portalu Patronite (możliwe są również wpłaty darowizn bezpośrednio na jej konto). W dniu uruchomienia stacji na jej działanie zebrano łącznie ponad 1,85 mln złotych od ponad dwudziestu pięciu tysięcy patronów, którzy łącznie zadeklarowali miesięczne wpłaty w kwocie ponad 650 tys. złotych. Od czerwca do listopada 2020 roku wsparcie przekraczało 700 tys. złotych (w szczytowym momencie ponad 735 tys. złotych od trzydziestu jeden tysięcy patronów). W czerwcu 2021 roku wsparcie wynosiło 635 tys. złotych. Od kwietnia 2020 roku (kilku dni po rozpoczęciu zbiórki) do maja 2021 profil stacji był największym pod względem liczby Patronów i miesięcznego wsparcia na platformie. W maju 2021 roku RNŚ zostało wyprzedzone przez Radio 357 pod względem wsparcia i liczby patronów. Do lipca 2022 roku stacja uzyskała z crowdfundingu ponad osiemnaście milionów złotych, w listopadzie przekroczyła 20 milionów złotych. Stan  wsparcia finansowego na marzec 2025 to niemalże 777 tys. złotych miesięcznie oraz 33 189 zadeklarowanych patronów.
W sierpniu 2025 stacja wprowadziła krótkie bloki reklamowe włączane dla osób niebędących patronami przed uruchomieniem streamingu w aplikacji lub przeglądarce internetowej.